# الغواصة الألمانية يو-1025
غواصة يو-1025 غواصة يو بوت ألمانية من الفئة السابعة سي/41 بنيت لسلاح بحرية ألمانيا النازية كريغسمارينه، في أحواض شيتشاو-فيرك خلال الحرب العالمية الثانية.